# Ademar Jürlau
Ademar Jürlau (ur. 28 marca 1907 w Tartu, zm. 20 czerwca 1995 w Tallinnie) – estoński lekkoatleta specjalizujący się w biegach średniodystansowych.
Pierwszy występ Jürlaua na arenie międzynarodowej miał miejsce w 1934 roku podczas I Mistrzostw Europy w Turynie. Wziął udział w dwóch konkurencjach. Na dystansie 800 metrów zajął czwarte miejsce w swoim biegu eliminacyjnym i z czasem 1:59,2 zakończył swoją rywalizację na tym dystansie. Do awansu do biegu finałowego zabrakło mu 0,1 sekundy. W biegu na 1500 metrów Estończyk biegł w pierwszym biegu eliminacyjnym. Zajął w nim czwarte miejsce i z czasem 4:04,2 awansowała do finału. Ostatecznie uplasował się na ósmym miejscy uzyskując czas 4:05,8.
Jürlau był wielokrotnym medalistą mistrzostw Estonii w latach 1931 - 1937 w biegach na 800 (pięć tytułów mistrzowskich) i 1500 metrów (cztery tytuły mistrzowskie) oraz w sztafetach 4 × 400 metrów (dwa tytuły mistrzowskie) i 4 × 1500 metrów.
W 1944 roku został zmobilizowany do Armii Czerwonej. Po wojnie pracował w ministerstwie Kultury Estońskiej Socjalistycznej Republiki Radzieckiej. Był także sędzią do osiemdziesiątego roku życia.